# Matilda Westerman
Matilda Westerman, född den 22 december 1979, är en svensk författare och opinionsbildare. Hon har tidigare varit stabschef på Utbildningsdepartementet under Gustaf Fridolin. Westerman har tidigare även arbetat som pressekreterare för Gustaf Fridolin respektive Lärarförbundet samt suttit i förbundsstyrelsen för BRIS. 2018 debuterade hon som fackboksförfattare med boken Så funkar Sverige.